# Colin Trevorrow
Colin Trevorrow (Oakland, 13 settembre 1976) è un regista, sceneggiatore e produttore cinematografico statunitense, conosciuto per aver diretto film di grande successo come Safety Not Guaranteed e il colossal Jurassic World.

## Biografia
Dopo essersi diplomato alla Tisch School of the Arts dell'Università di New York nel 1999, nel 2002 realizza il suo primo cortometraggio Home Base.
Nel 2012 realizza il suo primo lungometraggio, Safety Not Guaranteed, presentato al Sundance Film Festival 2012 dove riceve il Waldo Salt Screenwriting Award per la sceneggiatura.
Colin Trevorrow è anche regista di Jurassic World, quarto capitolo della saga di Jurassic Park, le cui riprese sono iniziate nell'aprile del 2014 e si sono concluse nell'agosto dello stesso anno, con una data d'uscita fissata per l'11 giugno 2015.
Il 15 agosto 2015, era stato confermato che Trevorrow avrebbe diretto il nono episodio della saga di Guerre stellari, ultimo della cosiddetta trilogia sequel, previsto per il 2019, ma il 5 settembre 2017 la Lucasfilm comunica attraverso il sito ufficiale di Star Wars che il regista è stato sollevato dall'incarico anche a causa delle critiche negative ricevute dal film Il libro di Henry.
Nel 2020 torna a dirigere il sesto capitolo della saga di Jurassic Park e terzo della trilogia di Jurassic World, intitolato Jurassic World - Il dominio.

## Filmografia

### Regista

#### Cinema
- Home Base (2002) - cortometraggio
- Reality Show (2004) - documentario
- Safety Not Guaranteed (2012)
- Jurassic World (2015)
- Il libro di Henry (The Book of Henry) (2017)
- Battle at Big Rock (2019) - cortometraggio
- Jurassic World - Il dominio (Jurassic World Dominion) (2022)

#### Televisione
- Gary: Under Crisis (2005) - film TV, co-regia con Daniel Klein

### Sceneggiatore

#### Cinema
- Home Base, regia di Colin Trevorrow - cortometraggio (2002)
- Making Revolution, regia di Daniel Klein (2003)
- Reality Show, regia di Colin Trevorrow (2004) - documentario
- Jurassic World, regia di Colin Trevorrow (2015) - co-sceneggiatore con Derek Connolly
- Jurassic World - Il regno distrutto (Jurassic World: Fallen Kingdom), regia di Juan Antonio Bayona (2018)
- Jurassic World - Il dominio (Jurassic World Dominion), regia di Colin Trevorrow (2022) - co-sceneggiatore con Emily Carmichael

#### Televisione
- Gary: Under Crisis , regia di Daniel Klein e Colin Trevorrow (2005) - film TV

### Produttore
- Home Base, regia di Colin Trevorrow (2002) - cortometraggio
- Reality Show, regia di Colin Trevorrow (2004) - documentario
- Safety Not Guaranteed, regia di Colin Trevorrow (2012)
- Jurassic World - Il regno distrutto (Jurassic World: Fallen Kingdom), regia di Juan Antonio Bayona (2018)
- Jurassic World - Il dominio (Jurassic World Dominion), regia di Colin Trevorrow (2022)

### Doppiatore
- Jurassic World, regia di Colin Trevorrow (2015) - cameo